# Christian Gottfried Ehrenberg
Christian Gottfried Ehrenberg (19. dubna 1795 Delitzsch – 27. června 1876 Berlín) byl německý přírodovědec, zoolog, srovnávací anatom, geolog a mikrobiolog. Je považován za zakladatele mikropaleontologie a mikrobiologie. 

## Život
V letech 1820–1825 se účastnil vědecké expedice na Střední východ, v roce 1827 se stal profesorem medicíny na Friedrich-Wilhelm-Universität Berlin. Později se soustředil na mikroskopické organismy a popsal mnohé nové druhy (Euglena, Paramecium), zkoumal též rozsivky a mřížovce.
V roce 1839 byl za svůj přínos geologii londýnskou Geologickou společností vyznamenán Wollastonovou medailí.
Jeho jméno nese rod Ehrenbergia z čeledi mořenovité (Rubiaceae).
Jeho mladší bratr Carl August Ehrenberg (1801–1849) byl botanikem a sběratelem kaktusů zejména v Mexiku. Používal bot. zkratku C.Ehrenb.

U rostlin, které jsou po bratrech Ehrenbergových pojmenovány, je možno předpokládat, že rostliny původem z Ameriky jsou pojmenovány právě na počest Carla Augusta.